# Atletica leggera alla XXX Universiade - 1500 metri piani maschili
La specialità dei 1500 metri piani maschili alla Universiade di Napoli 2019 si è svolta tra l'8 ed il 10 luglio 2019.

## Podio
| Oro     | Michał Rozmys Polonia  |
| Argento | Jan Friš Rep. Ceca     |
| Bronzo  | Joonas Rinne Finlandia |

## Risultati

### Batterie
Passano alla finale i primi tre atleti di ogni batteria (Q) e i tre atleti con i migliori tempi tra gli esclusi (q).
| Posizione | Batteria | Nome                    | Nazione        | Tempo   | Note                                     |
| --------- | -------- | ----------------------- | -------------- | ------- | ---------------------------------------- |
| 1         | 1        | El Hocine Zourkane      | Algeria        | 3:42.46 | Q                                        |
| 2         | 1        | Michael Wilson          | Regno Unito    | 3:43.19 | Q,                                       |
| 3         | 1        | Stijn Baeten            | Belgio         | 3:43.49 | Q                                        |
| 4         | 1        | Emmanuel Osuje          | Uganda         | 3:44.69 | q,                                       |
| 5         | 1        | Shashi Bhushan Singh    | India          | 3:45.42 | q,                                       |
| 6         | 1        | Fabian Manrique         | Argentina      | 3:45.48 | q                                        |
| 7         | 1        | Kevin Robertson         | Canada         | 3:46.15 |                                          |
| 8         | 2        | Michał Rozmys           | Polonia        | 3:47.82 | Q                                        |
| 9         | 2        | Jan Friš                | Rep. Ceca      | 3:48.04 | Q                                        |
| 10        | 2        | Abderezak Khelili       | Algeria        | 3:48.12 | Q                                        |
| 11        | 2        | Mike Foppen             | Paesi Bassi    | 3:48.12 |                                          |
| 12        | 2        | Enrico Riccobon         | Italia         | 3:48.85 |                                          |
| 13        | 1        | Adne Andersen           | Norvegia       | 3:48.91 |                                          |
| 14        | 1        | Lee Jung-kook           | Corea del Sud  | 3:49.26 |                                          |
| 15        | 2        | Ryoji Tatezawa          | Giappone       | 3:49.96 |                                          |
| 16        | 3        | Marius Probst           | Germania       | 3:51.31 | Q                                        |
| 17        | 3        | Joonas Rinne            | Finlandia      | 3:51.74 | Q                                        |
| 18        | 3        | Mikkel Dahl-Jessen      | Danimarca      | 3:51.81 | Q                                        |
| 19        | 2        | Jacob Ilbjerg Stengaard | Danimarca      | 3:52.61 |                                          |
| 20        | 3        | Nicolae Marian Coman    | Romania        | 3:53.01 |                                          |
| 21        | 3        | Even Brøndbo Dahl       | Norvegia       | 3:53.13 |                                          |
| 22        | 3        | Nifras Rojideen         | Sri Lanka      | 3:53.27 | Miglior prestazione personale            |
| 23        | 3        | Hristiyan Stoyanov      | Bulgaria       | 3:53.39 | Miglior prestazione personale            |
| 24        | 3        | Esteban González        | Cile           | 3:54.02 |                                          |
| 25        | 3        | Dage Minors             | Bermuda        | 3:54.60 |                                          |
| 26        | 2        | Ahmed Muhumed           | Somalia        | 3:55.35 |                                          |
| 27        | 3        | Ricardo Ferreira        | Portogallo     | 3:56.72 |                                          |
| 28        | 2        | Peter Al-Khoury         | Libano         | 3:57.53 | Miglior prestazione personale stagionale |
| 29        | 2        | Timothy Ongom           | Uganda         | 3:57.55 |                                          |
| 30        | 2        | Bilano Bilal            | Indonesia      | 3:59.02 |                                          |
| 31        | 3        | Yervand Mkrtchyan       | Armenia        | 4:07.39 |                                          |
| 32        | 3        | Ayanda Kunene           | eSwatini       | 4:14.10 |                                          |
| 33        | 1        | Aqeel Al-Ammari         | Arabia Saudita | 4:30.33 |                                          |
| 34        | 2        | Mohammed Madkhli        | Arabia Saudita | 4:41.12 |                                          |
| 35        | 1        | Tariku Mekonen          | Etiopia        | 4:58.38 |                                          |
|           | 1        | Aboubacar Sidime        | Guinea         | DNS     |                                          |
|           | 3        | Moad Zahafi             | Marocco        | DNS     |                                          |

### Finale
| Pos. | Nome                 | Nazione     | Tempo   | Note |
| ---- | -------------------- | ----------- | ------- | ---- |
|      | Michał Rozmys        | Polonia     | 3'53"67 |      |
|      | Jan Friš             | Rep. Ceca   | 3'53"95 |      |
|      | Joonas Rinne         | Finlandia   | 3'54"02 |      |
| 4    | Stijn Baeten         | Belgio      | 3'54"26 |      |
| 5    | Michael Wilson       | Regno Unito | 3'54"50 |      |
| 6    | Abderezak Khelili    | Algeria     | 3'55"15 |      |
| 7    | El Hocine Zourkane   | Algeria     | 3'55"51 |      |
| 8    | Mikkel Dahl-Jessen   | Danimarca   | 3'55"61 |      |
| 9    | Fabian Manrique      | Argentina   | 3'58"56 |      |
| 10   | Emmanuel Osuje       | Uganda      | 3'59"27 |      |
| 11   | Shashi Bhushan Singh | India       | 3'59"67 |      |
|      | Marius Probst        | Germania    | DNS     |      |